# Tricentrogyna rubricosta
Tricentrogyna rubricosta är en fjärilsart som beskrevs av George Francis Hampson 1895. Tricentrogyna rubricosta ingår i släktet Tricentrogyna och familjen mätare. Inga underarter finns listade i Catalogue of Life.